# Facultad de Filosofía y Teología Sankt Georgen
La Facultad de Filosofía y Teología Sankt Georgen en Fráncfort del Meno, Alemania, es una facultad eclesiástica reconocida por el Estado. Sus fines son la investigación y docencia académica de la Filosofía y de la Teología católica, con un enfoque en Teología sistemática. La escuela ofrece programas de Maestría, Licenciatura, Doctorado y Habilitación en Teología, así como Bachillerato y Doctorado en Filosofía.

## Historia e Instituciones
La institución fue fundada en 1926 por la Compañía de Jesús como Seminario Mayor de la diócesis de Limburgo. A partir de 1951 Sankt Georgen era también una facultad de teología para la formación de jesuitas. En 1976, se abrió la formación a laicos, que actualmente forman la gran mayoría de los estudiantes.
En el campus de Sankt Georgen se encuentran también dos institutos fundados por la Conferencia Episcopal Alemana: El Instituto para la Misión e Iglesia global ("Institut für Weltkirche und Mission", IWM) y el Centro de Encuentro y Documentación entre Cristianos y Musulmanes ("Christlich-Islamische Begegnungs- und Dokumentationsstelle", Cibedo).
En el presente, el Seminario Mayor es un seminario interdiocesano para los seminaristas de las diócesis de Limburgo, Hamburgo, Osnabrück, Hildesheim y otros. Sacerdotes y religiosos de cualquier diócesis o congregación religiosa, que vienen a Sankt Georgen para estudios de posgrado, pueden alquilar una habitación en el mismo seminario.
La biblioteca académica de la facultad pone a disposición de sus usuarios casi 500 000 libros. Su hemeroteca tiene suscripciones de más de 600 revistas. Una especialización de la biblioteca es la literatura sobre la Compañía de Jesús. Aparte de la biblioteca central existe la biblioteca del centro Cibedo que se compone de 12 000 libros para los estudios islámicos. Esta biblioteca se destaca como la más grande para el diálogo entre cristianos y musulmanes en Alemania. En cooperación con la Facultad de Filosofía ("Hochschule für Philosophie") de la Compañía de Jesús en Múnich, la facultad de Sankt Georgen publica la revista científica Theologie und Philosophie, fundada como Scholastik en 1926.

## Profesores famosos
- Cardenal Karl Josef Becker, SJ (1928-2015), Teología dogmática
- Ludwig Bertsch, SJ (1929-2006), Liturgia y misiología
- Cardenal Aloys Grillmeier, SJ (1910-1998), Patrística. Perito en el Concilio Vaticano II
- Medard Kehl, SJ (n. 1942), Teología dogmática
- Norbert Lohfink, SJ (n. 1928), Exégesis del Antiguo Testamento
- Oswald von Nell-Breuning, SJ (1890-1991), Doctrina social de la Iglesia
- Bruno Schüller, SJ (1925-2007), Teología moral
- Otto Semmelroth, SJ (1912-1979), Teología dogmática. Perito en el Concilio Vaticano II
- Michael Sievernich, SJ (n. 1944), Teología pastoral y misiología

## Estudiantes famosos
- Bernhard Bendel (1908-1980), sacerdote católico, fundador del Opus Spiritus Sancti
- Stephan Ackermann (n. 1963), obispo de Tréveris
- Alfred Delp, SJ (1907-1945), miembro de la resistencia contra el nacionalsocialismo
- Jean-Claude Hollerich, SJ (n. 1958), arzobispo de Luxemburgo
- Cardenal Luis Francisco Ladaria Ferrer, SJ (n. 1944), prefecto de la Congregación para la Doctrina de la Fe
- Federico Lombardi, SJ (n. 1942), portavoz de la Santa Sede (2006-2015)
- Juan Antonio Martínez Camino, SJ (n. 1953), obispo auxiliar de la archidiócesis de Madrid
- Eutimio Martino, SJ (n. 1925), historiador español experto en toponimia e hidronimia, y en la conquista y romanización del norte de España. Exprofesor de la Universidad Pontificia de Comillas
- Beato Johannes Prassek (1911-1943), uno de los Mártires de Lübeck en la resistencia contra el nacionalsocialismo
- Jon Sobrino, SJ (n. 1928), teólogo de la liberación

En 1986, Jorge Mario Bergoglio, desde 2013 Papa Francisco, estuvo unos meses en Sankt Georgen para estudiar los escritos de Romano Guardini. Bergoglio intentó escribir su tesis doctoral sobre este teólogo y filósofo alemán en Fráncfort, pero la Orden revocó su permiso y le ordenó regresar a la Argentina para encomendarle un nuevo destino antes de que pudiera terminar.